# 兰斯韦勒
兰斯韦勒是德国莱茵兰-普法尔茨州的一个市镇。总面积4.80平方公里，总人口271人，其中男性134人，女性137人（2011年12月31日），人口密度56人/平方公里。